# Mundolsheim
Mundolsheim é uma comuna francesa na região administrativa de Grande Leste, no departamento Baixo Reno. Estende-se por uma área de 4,09 km². Em 2010 a comuna tinha 4 829 habitantes (densidade: 1 180,7 hab./km²).149 hab/km².